# Isidor Niflot
Isidor Niflot (Rússia, 16 de abril de 1881 — Nova Iorque, 29 de maio de 1950) foi um lutador de luta livre norte-americano.

## Carreira
Foi vencedor da medalha de ouro na categoria peso-galo em St. Louis 1904.